# 악플의 밤
《악플의 밤》은 JTBC2에서 방송되었던 텔레비전 프로그램이다.

## 방송 개요
스타들이 자신을 따라다니는 악플에 대해 허심탄회하게 이야기하며 올바른 댓글 매너 및 문화에 대해서도 한 번쯤 생각해 보는 프로그램.

## 방송 시간
| 방송 채널 | 방송 기간                          | 방송 시간     |
| --------- | ---------------------------------- | ------------- |
| JTBC2     | 2019년 6월 21일 ~ 2019년 10월 11일 | 금요일 밤 8시 |

## 출연자

### 이전 출연진
- 신동엽
- 김숙
- 김종민
- 설리

## 에피소드 목록
| 회차 | 방송일          | 게스트                | 비고  |
| ---- | --------------- | --------------------- | ----- |
| 1    | 2019년 6월 21일 | MC 특집               |       |
| 2    | 6월 28일        | 송가인, 홍자, 박성연  |       |
| 3    | 7월 5일         | 전진, 김승현          |       |
| 4    | 7월 12일        | 김지민, 산들          |       |
| 5    | 7월 19일        | 신지, 승희            |       |
| 6    | 7월 26일        | 토니안, 비와이        |       |
| 7    | 8월 2일         | 송경아, 자이언트핑크  |       |
| 8    | 8월 9일         | 최현석, 오세득        |       |
| 9    | 8월 16일        | 존박, 장수원          |       |
| 10   | 8월 23일        | 홍경민, 서유리        |       |
| 11   | 8월 30일        | 함소원, 홍석천        |       |
| 12   | 9월 6일         | 주영훈, 노라조        |       |
| 13   | 9월 20일        | 지상렬, 천명훈        |       |
| 14   | 9월 27일        | 넉살, 핫펠트          |       |
| 15   | 10월 4일        | 김수용, 박성광        |       |
| 16   | 10월 11일       | 박기량, 알베르토 몬디 | [ 2 ] |

## 폐지
- 설리의 사망으로 인하여 이 프로그램은 폐지되었다.

JTBC2 ‘악플의 밤’은 지난 11일(금) 방송된 16회를 마지막으로 종영됩니다. '악플의 밤'은 대표 MC의 안타까운 비보를 접한 이후 제작방향에 대한 고민 끝에 고인의 부재 하에 프로그램을 지속할 수는 없다고 판단하여 프로그램 제작 중단을 결정했습니다. 당당하고 아름다웠던 故 설리 님과 함께 한 시간을 영광으로 생각하며, 삼가 고인의 명복을 빕니다. 악플에 경종을 울린다는 기획의도에 공감해 주시고, '악플의 밤'을 아껴주신 시청자분들께 감사드립니다.— 제작진 일동